# Rocco Reitz
Rocco Reitz (* 29. Mai 2002 in Duisburg) ist ein deutscher Fußballspieler, der bei Borussia Mönchengladbach unter Vertrag steht. Er wird vorwiegend im zentralen Mittelfeld eingesetzt.

## Karriere

### Verein
Reitz, geboren in Duisburg und aufgewachsen in Düsseldorf, spielte beim Duisburger Stadtteilverein TuS Baerl, bevor er im Alter von 7 Jahren in der F-Jugend in das Nachwuchsleistungszentrum von Borussia Mönchengladbach wechselte und ab dort alle Jugendmannschaften des Vereins durchlief. Dabei spielte er in den Spielzeiten 2017/18 und 2018/19 mit den B1-Junioren (U17) in der B-Junioren-Bundesliga sowie in der Saison 2019/20 mit den A-Junioren (U19) in der A-Junioren-Bundesliga.
Die Vorbereitung auf die Saison 2020/21 durfte der 18-Jährige, der in dieser Spielzeit letztmals für die U19 spielberechtigt war, mit der Profimannschaft absolvieren. Aufgrund der hohen Belastung durch Bundesliga, DFB-Pokal und Champions League kündigte der Cheftrainer Marco Rose Anfang Oktober an, dass Reitz noch bis zum Jahresende mit Bundesligaeinsätzen rechnen könne. Nachdem der Mittelfeldspieler bei allen Wettbewerben schon zum Spieltagskader gezählt hatte, debütierte er schließlich am 24. Oktober 2020 bei einem 3:2-Sieg gegen den 1. FSV Mainz 05 am 5. Spieltag in der höchsten deutschen Spielklasse. Von Ende November 2020 bis Ende Januar 2021 fiel Reitz aufgrund einer Schambeinentzündung aus. Im weiteren Saisonverlauf stand er bei den Profis noch einige Male ohne Einsatz im Spieltagskader, ein zweiter Kurzeinsatz in der Bundesliga folgte am 29. Spieltag. Für die U19 kam Reitz bis zum Saisonabbruch aufgrund der COVID-19-Pandemie im November 2020 einmal zum Einsatz. Die viertklassige Regionalliga West wurde hingegen fortgesetzt, sodass er in 6 Spielen der zweiten Mannschaft Spielpraxis sammeln konnte.
Zur Saison 2021/22 wechselte Reitz für ein Jahr auf Leihbasis zum belgischen Erstligisten VV St. Truiden. Dort traf er auf den deutschen Cheftrainer Bernd Hollerbach. Reitz bestritt für St. Truiden 23 von 34 möglichen Ligaspielen, in denen er ein Tor schoss, sowie ein Pokalspiel. Da St. Truiden sich nicht für die Play-off-Runde der Division 1A qualifizierte, endete für ihn die Saison Mitte April 2022. Er stieg daraufhin wieder in das Mannschaftstraining von Borussia Mönchengladbach ein, war aber für die restliche Saison nicht spielberechtigt.
Zur Saison 2022/23 kehrte Reitz wieder in den Borussia-Kader zurück. Bis zur Saisonunterbrechung infolge der Weltmeisterschaft hatte er lediglich einen Kurzzeiteinsatz in der Bundesliga. Dazu kamen fünf Einsätze in der zweiten Mannschaft. Im Januar 2023 wurde er bis zum Saisonende erneut an St. Truiden ausgeliehen. Erneut qualifizierte sich St. Truiden in dieser Saison nicht für die Play-off-Runden. Reitz bestritt in der Hauptrunde 12 von 14 möglichen Ligaspielen, in den er ein Tor schoss.

### Nationalmannschaft
Reitz absolvierte im November 2017 ein Spiel für die deutsche U16-Nationalmannschaft. Am 17. November 2023 debütierte er für die deutsche U21-Nationalmannschaft. Beim 4:1-Sieg gegen Estland erzielte Reitz zwei Tore.
Ende Mai 2024 wurde Reitz gemeinsam mit Brajan Gruda vom Bundestrainer Julian Nagelsmann in das Trainingslager der deutschen Nationalmannschaft vor der Europameisterschaft 2024 berufen. Die beiden U21-Nationalspieler füllten die Trainingsgruppe auf, da einige Spieler des deutschen EM-Kaders noch das DFB-Pokal- bzw. Champions-League-Finale bestritten hatten und daher noch nicht angereist waren. Beim 0:0-Unentschieden im Testspiel gegen die Ukraine saßen Reitz und Gruda zudem ohne Einsatz auf der Bank.

## Persönliches
Sein jüngerer Bruder Tony (* 2004) ist ebenfalls Fußballspieler. Reitz ist seit seiner Geburt Mitglied von Borussia Mönchengladbach. Im November 2024 heiratete er die Tochter von Karlheinz Pflipsen.